# Oblat
Oblat (lat. oblatus, predan, prinesen) u srednjovjekovnom je kršćanstvu bilo dijete kojemu su roditelji odredili život s profesijom redovnika. Oblati su zabranjeni Tridentskim koncilom.
Od 8. stoljeća oblat je obično bila osoba koja živi u samostanu, ali nije položila redovničke zavjete (naročito u srednjem vijeku, kod benediktinaca i kod franjevaca) ili jednostavno prihvaća samostansku duhovnost, ali ne živi u samostanu (tzv. svjetovni oblat).
Oblati su izjednačeni s članovima trećega reda, svjetovnjacima, od 1895. godine Crkvenim pravom.